# 楊卓 (乾隆進士)
杨卓（?—?），四川江安人，清朝政治人物。同进士出身。
杨卓为乾隆三十四年（1779年）己丑科进士。乾隆三十六年（1781年）接替赵源治任青浦县知县一职，乾隆三十八年（1783年）由郭良义接任。